# Шаулов, Юханан Хаимович
Юханан Хаимович Шаулов (17 мая 1914 — 15 сентября 1980, Москва) — советский физико-химик.

## Биография
Юханан Хаимович Шаулов родился в 1914 году в п. Еврейская Слобода Кубинского уезда Бакинской губернии. В детстве с семьёй переехал в Ростов-на-Дону.
В 1937 году окончил химический факультет Ростовского государственного университета. По окончании университета работал в Баку на кафедре физической химии Азербайджанского государственного университета. Изучал процесс горения органических соединений, порохов, механизм прохождения пламени через пористые породы.
В годы Великой Отечественной войны воевал на фронте. После войны, с 1945 года работал в Институте химической физики АН СССР под руководством академика Н. Н. Семенова.
В 1946 году защитил диссертацию на соискание учёной степень кандидата химических наук по проблеме термодинамики процессов горения топливных систем. В 1948—1952 годах работал преподавателем на кафедра физической химии в МГУ.
С 1950 года в докторантуре Московского государственного университета занимался подготовкой докторской диссертации. В 1953 году удостоен учёной степени доктора химических наук. В дальнейшем при его участии была создана лаборатория физики горения Института физики АН Азербайджанской ССР. Ю. Х. Шаулов возглавил лабораторию.
С 1960 года руководил отделом термодинамики и теплофизики Государственного НИИ химии и технологии элементоорганических соединений в Москве. Одновременно, с 1963 года работал заведующим кафедрой общей и физической химии, профессором Московского института электронного машиностроения.

## Научная деятельность
Область научных интересов Ю. Шаулова: термодинамические и теплофизические свойства элементоорганических соединений, материалов для космической техники, исследования в области термодинамики, горения ракетного топлива.
Юханан Хаимович Шаулов является автором около 300 научных работ, в том числе нескольких монографий и учебников. Как педагог высшей школы, Ю. X. Шаулов занимался подготовкой молодых специалистов, аспирантов в области экспериментальной термодинамики и физико-химических исследований.

### Избранные труды
- Шаулов Ю. Х. Распространение пламени через пористые среды / АН Азербайдж. ССР. Ин-т физики и математики. — Баку : Изд-во АН АзССР, 1954.
- Шаулов Ю. Х., Лернер М. О. Горение в жидкостных ракетных двигателях. — М. : Оборонгиз, 1961. — 194 с.

## Награды
- Орден Красной Звезды.
- Орден Отечественной войны II степени.
- Орден «Знак Почета».
- Медали.